# Paul Eckhardt (SS-Mitglied)
Paul Eckhardt (* 13. Juli 1898 in Grenzhausen; † 20. Juli 1948 in Ravensburg) war ein deutscher SS-Brigadeführer (SS-Nummer 323.759) und Regierungspräsident in Schneidemühl.
Zum 31. Juli 1925 trat er der NSDAP bei (Mitgliedsnummer 11.734). Während der Bauphase der Ordensburg Krössinsee war er dort Kommandant vom 1. Mai 1934 bis zum 1. Dezember 1936. Später wirkte Eckhardt als Gauschulungsleiter und Gaugeschäftsführer Pommern in Stettin.